# Psallus lapponicus
Psallus lapponicus är en insektsart som beskrevs av Reuter 1874. Psallus lapponicus ingår i släktet Psallus, och familjen ängsskinnbaggar. Arten är reproducerande i Sverige.